# 美國海軍補給系統司令部
海軍補給系統司令部（英語：Naval Supply Systems Command）是美國海軍的管理後勤補給的指揮單位，也是系統司令部之一。補給系統司令部三個主要業務分別是武器系統支援、全球後勤與船舶管理勤務、官兵與軍眷支援。

## 組織
- 總部
- 武器系統支援（Weapon Systems Support）
- 業務系統中心（英语：NAVSUP Business Systems Center）
- 海軍交換服務司令部（Navy Exchange Service Command）
- 艦隊後勤中心（Fleet Logistics Centers）